# Жибоме
Жибоме (фр. Gibeaumeix) насеље је и општина у североисточној Француској у региону Лорена, у департману Мерт и Мозел која припада префектури Тул.
По подацима из 2011. године у општини је живело 161 становника, а густина насељености је износила 20,64 становника/km². Општина се простире на површини од 7,8 km². Налази се на средњој надморској висини од 258 метара (максималној 397 m, а минималној 252 m).

## Демографија
| 1962. | 1968. | 1975. | 1982. | 1990. | 1999. | 2011. |
| ----- | ----- | ----- | ----- | ----- | ----- | ----- |
| 154   | 157   | 155   | 143   | 116   | 136   | 161   |

График промене броја становника у току последњих година